# 시멀루에이섬
시멀루에이섬(인도네시아어: Pulau Simeulue, /sɪməˈluːeɪ/)는 인도네시아의 섬으로, 수마트라섬 서해안에서 약 150 km 떨어져 있다. 시멀루에이섬은 인근의 작은 섬을 포함하여 1,754 km2의 면적을 가지고 있다. 2010년 인구 조사에서는 80,674명이었고, 2020년 인구 조사에서는 92,865명이다. 2021년 중반 공식 추정 인구는 93,762명이다.
시멀루에이는 한때 서아체군의 일부였으나, 1999년에 분리되어 별도의 시멀루에이 군이 되었다. 군도는 시나방이다.

## 인구 통계
민족적 관점에서 시멀루에이 주민은 인접한 니아스섬 사람들과 유사하다. 이 섬에서는 두 가지 언어와 여러 방언이 사용되는데, 시멀루에이어와 시굴라이어는 수마트라 북부에서 사용되는 언어와는 다르다. 이 섬 인구의 대다수는 무슬림이다.

## 역사
17세기, 텡쿠 디는 이 섬에 이슬람교를 전파했고, 살루르 마을에 첫 번째 모스크가 세워졌다.
시멀루에이는 역사적으로 유럽 항해사에게 "돼지 섬(Hog Island)"으로 알려져 있었으며, 후추 무역을 위해 수마트라 서해안의 항구를 찾는 선박들의 상륙 지점 역할을 했다. 또한 "풀로 오(Pulo Oo)" 또는 "코코넛 섬(Coconut Island)"으로도 알려졌다. 일부 역사가들은 걸리버 여행기(1726)에 나오는 가상의 섬 릴리푸트와 블레푸스쿠가 인도양에 있는 시멀루에이의 외딴 섬 두 곳, 데바얀과 시굴라이라고 추정한다.
1901년 아체 전쟁 중 네덜란드 식민제국 정부는 시멀루에이섬을 점령했다. 제2차 세계 대전 동안 네덜란드는 일본에 항복했고, 시멀루에이섬 주민들로 구성된 연대가 조직되었다.

### 1904년 지진해일
1907년 1월 4일, 규모 7.5-8의 1907년 수마트라 지진이 시멀루에이섬 서해안 해저를 강타하여 10-15미터 높이의 파도를 일으키는 지진해일이 발생했다. 이 지진해일로 시멀루에이섬 인구의 50% 이상(일부 보고서에서는 70%에 달한다고 함)이 사망했다.

### 2004년 인도양 지진
시멀루에이섬은 9.3 모멘트 규모의 2004년 12월 26일 지진의 진앙과 가까웠다.
2005년 3월 28일, 섬의 남쪽 끝 바로 앞 진앙에서 8.7 모멘트 규모의 지진인 2005년 니아스-시멀루에이 지진이 발생했다. 지진 동안 시멀루에이섬 서해안은 최소 2미터 (6피트) 상승하여 산호초의 평평한 상단부가 만조 위로 드러났다. 동해안에서는 육지가 침수되어 바닷물이 밭과 주거지를 덮쳤다.
시멀루에이섬은 2004년 지진의 진앙에서 불과 60킬로미터 떨어진 곳에 있었지만, 지진해일로 가장 큰 피해를 입은 도시 반다아체는 약 250킬로미터 떨어져 있었다. 하지만 시멀루에이에서는 단 7명의 주민만이 사망했고, 나머지 7만 명은 생존했다. 이는 지진해일을 의미하는 현지 지식인 '스몽' 덕분인 것으로 알려져 있다. 지역 주민에게 전해진 설화가 지진해일 경고 신호를 알려주고 높은 지대로 대피하도록 조언한다.

## 구전 전통
역사적으로 시멀루에이섬의 사회, 문화, 관습은 구전 전통을 통해 전해 내려오는 조상의 지혜를 따랐다. 이러한 구전 전통에는 난동(케당 또는 바이올린을 이용한 콧노래), 낭가낭가(노래하는 이야기), 마낭가낭가(자장가) 등이 있다. 이러한 전통 덕분에 '스몽'과 같은 이야기가 세대를 거쳐 전해질 수 있었다.

## 같이 보기
- 시멀루에이어
- 시멀루에 쏙독새